# Marsdenia

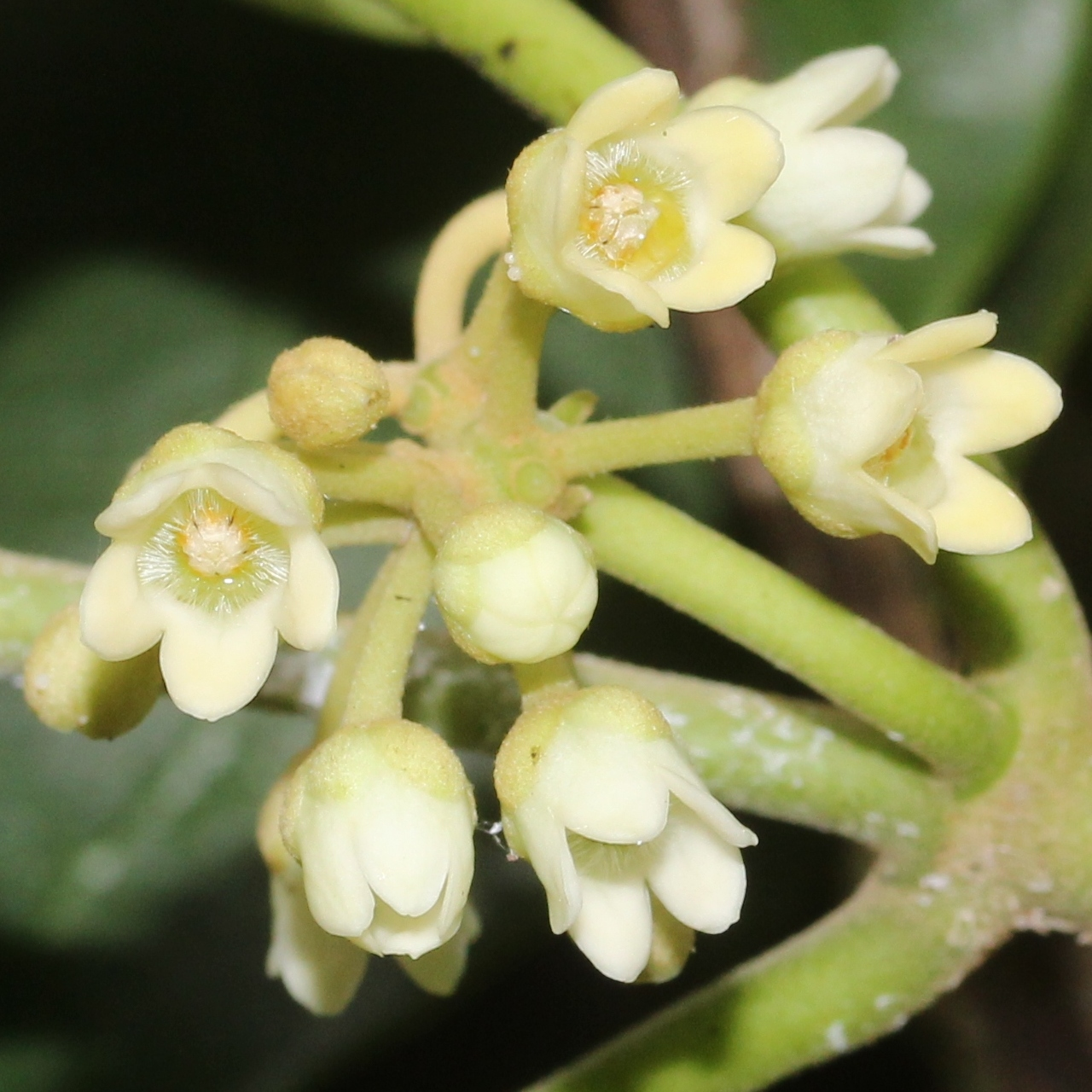
Kwiaty Marsdenia tomentosa

Marsdenia R.Br. – rodzaj roślin z rodziny toinowatych (Apocynaceae). Obejmuje ok. 270 gatunków, przy czym liczba ta jest zmienna w zależności od ujęcia systematycznego rodzaju. Rośliny te występują na wszystkich kontynentach w strefie międzyzwrotnikowej (brak przedstawicieli rodzaju w Brazylii, z wyjątkiem południowo-wschodniej części tego kraju). 
Marsdenia abyssinica jest rośliną wykorzystywaną jako lecznicza (w różnych obszarach na różne dolegliwości) oraz jadalna (liście spożywane są jako warzywo w Etiopii i Ugandzie). Jako lecznicze wykorzystywane są także w Afryce M. crinita, M. macrantha, M. rubicunda i M. truncata. Pędy niektórych gatunków (np. M. abyssinica, M. rubicunda) wykorzystywane są jak sznury. W Ameryce południowe spożywane są korzenie M. castillonii, w Australii bulwy M. viridiflora i M. flavescens, a w Indiach owoce M. hamiltonii. Tamże M. tenacissima jest rośliną włóknistą. M. tinctoria z Archipelagu Malajskiego wykorzystywana była jako źródło barwnika podobnego do indygo. M. oreophila uprawiana jest jako ozdobna. Niektóre gatunki wykorzystywane są do trucia szczurów i psów.
Nazwa rodzaju upamiętnia Williama Marsdena (1754–1836), pracownika Kompanii Wschodnioindyjskiej, orientalistę i kolekcjonera roślin.

## Morfologia

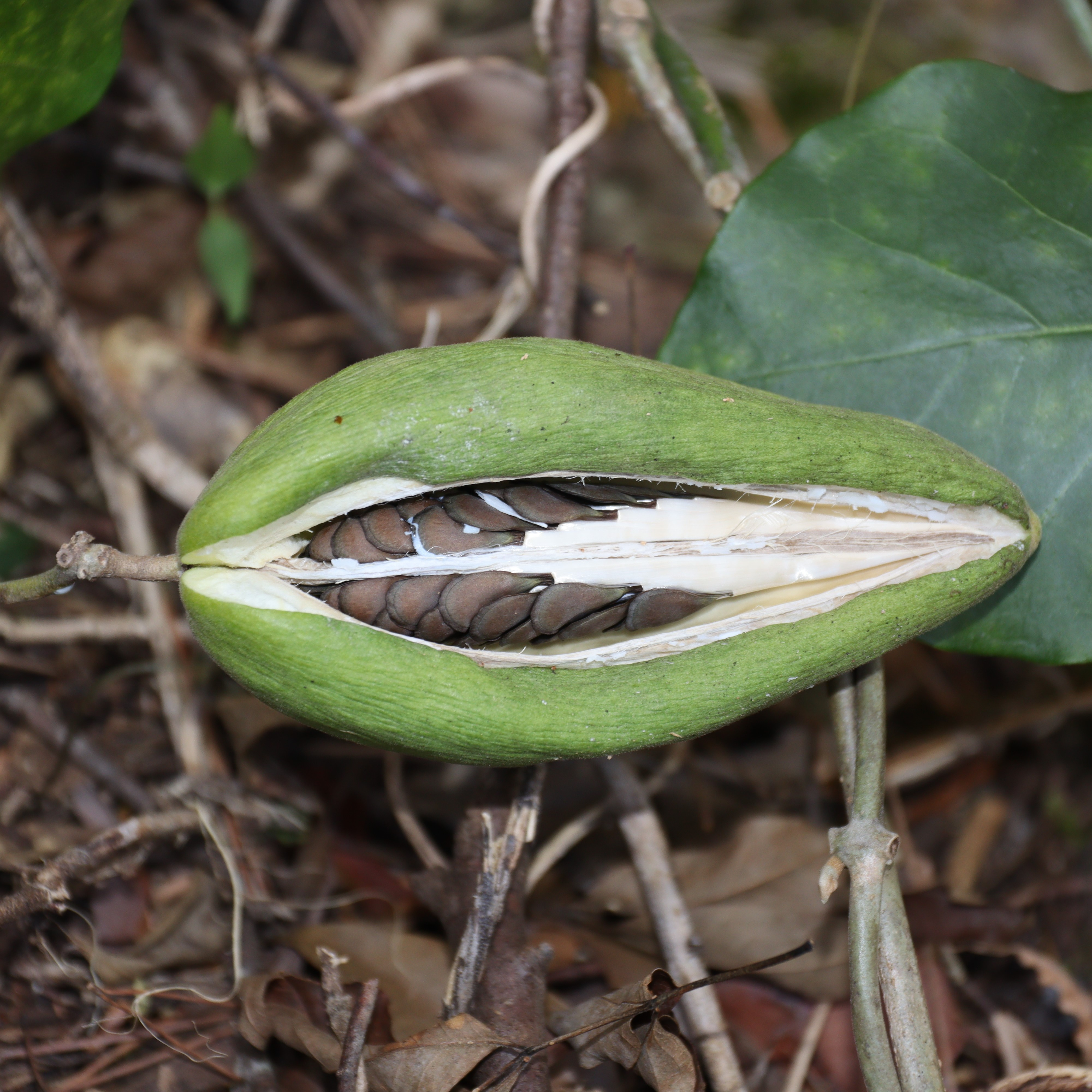
Owoce Marsdenia tomentosa

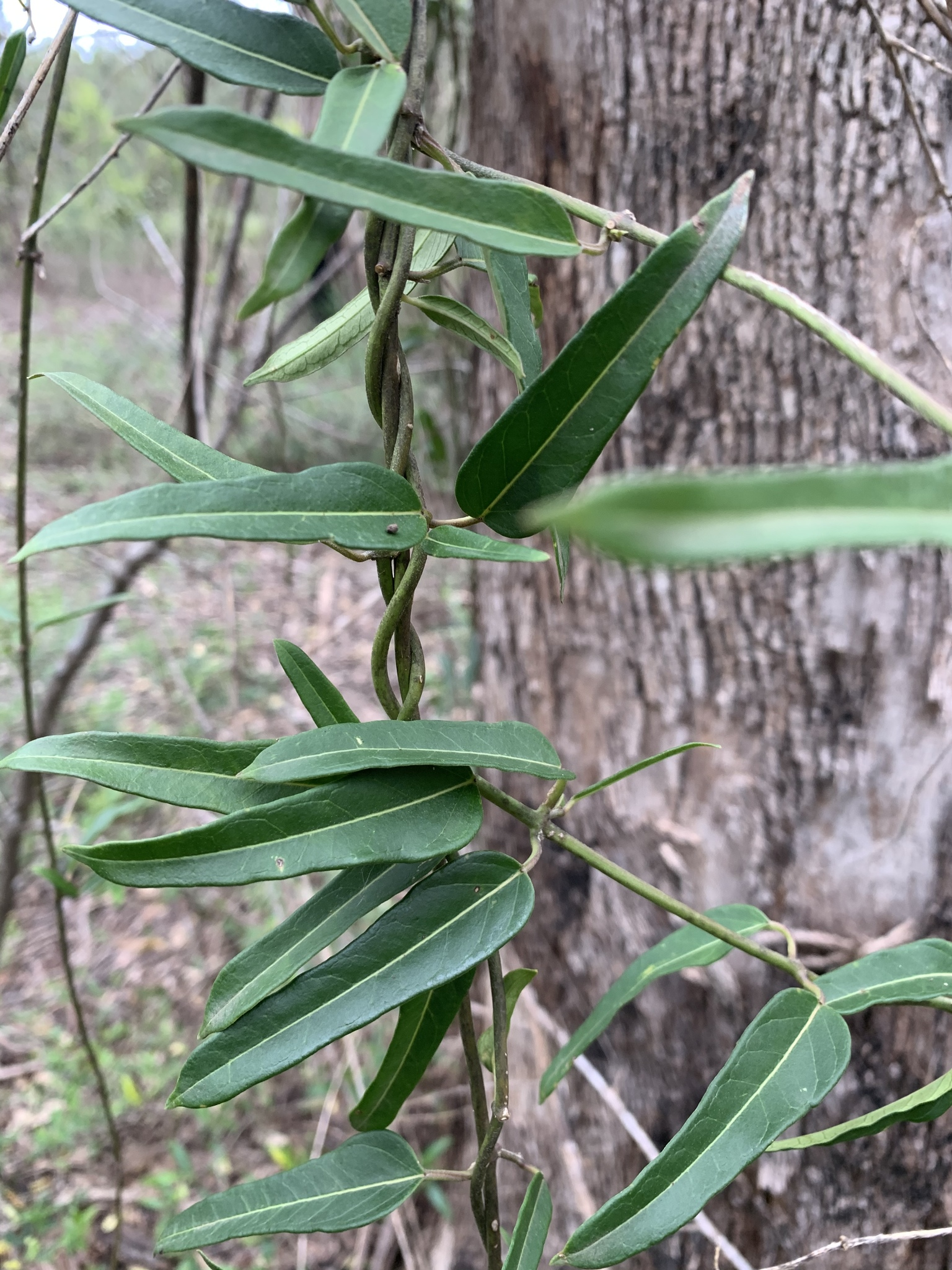
Marsdenia viridiflora

PokrójDrewniejące pnącza, czasem krzewy, niektóre bulwiaste. Pędy nagie lub owłosione (włoski białe, żółte lub rdzawe), zawierają sok mleczny biały, żółty brązowy lub przejrzysty.
LiścieNaprzeciwległe, zimozielone, podługowate do równowąskich.
KwiatySkupione w kwiatostany szczytowe, rzadziej wyrastające w kątach liści, baldachowate, wiechowate i groniaste. Kielich składa się z 5 działek zachodzących na siebie, u nasady zwykle z gruczołkami. Korona kwiatu długości od 6 do 35 mm, dzwonkowata, urnowata, kółkowa lub z dłuższą rurką na końcu z mniej lub bardziej rozpostartymi łatkami, u nasady rurki często w wyrostkami okrywającymi pręciki. Płatki zwykle mięsiste, na końcach zaostrzone, często przynajmniej w gardzieli rurki owłosione. Pręcików jest 5, o nitkach przyrośniętych do rurki korony. Główki pręcików wzniesione, z pollinarium składającym się z dwóch pyłkowin, podługowatych lub maczugowatych. Zalążnia jest górna, dwukomorowa, z licznymi zalążkami w komorach, czasem od zewnątrz owłosiona. Słupek pojedynczy, na szczycie rozszerzony i płaski, z garbkiem lub dzióbkiem pośrodku, czasem półkulisty.
OwoceDwa mieszki, czasem oskrzydlone lub drewniejące, zwykle silnie wydłużone i zaostrzone. Nasiona oskrzydlone.

## Systematyka
Pozycja systematycznaRodzaj z plemienia Marsdenieae w podrodzinie Apocynoideae w rodzinie toinowatych Apocynaceae. Ujęcie systematyczne rodzaju pozostaje przedmiotem kontrowersji. W szerokim ujęciu zaliczane są tu także takie rodzaje jak: Dregea, Gymnema, Leichhardtia, stefanotis Stephanotis, Wattakaka.
Gatunki
- Marsdenia abyssinica (Hochst.) Schltr.
- Marsdenia ambuntiensis P.I.Forst.
- Marsdenia angolensis N.E.Br.
- Marsdenia angustata P.I.Forst.
- Marsdenia arachnoidea Schltr.
- Marsdenia araujacea F.Muell.
- Marsdenia archboldiana P.I.Forst.
- Marsdenia arfakensis P.I.Forst.
- Marsdenia argentata P.I.Forst.
- Marsdenia argillicola P.I.Forst.
- Marsdenia asclepioidea Rusby
- Marsdenia asplundii Morillo & Spellman
- Marsdenia assimulata S.Moore
- Marsdenia astephanoides (A.Gray) Woodson
- Marsdenia barbata Collett & Hemsl.
- Marsdenia beatricis Morillo
- Marsdenia belensis P.I.Forst.
- Marsdenia bilobata P.I.Forst.
- Marsdenia bliriensis P.I.Forst.
- Marsdenia bourgaeana (Baill.) W.Rothe
- Marsdenia brachyloba M.G.Gilbert & P.T.Li
- Marsdenia brassii P.I.Forst.
- Marsdenia brevis P.I.Forst.
- Marsdenia brevisquama Jum. & H.Perrier
- Marsdenia brunnea P.I.Forst.
- Marsdenia brunoniana Wight & Arn.
- Marsdenia calcicola Kerr
- Marsdenia calesiana Wight
- Marsdenia calichicola Carnevali & Juárez-Jaimes
- Marsdenia callosa Juárez-Jaimes & W.D.Stevens
- Marsdenia cardozoi Morillo
- Marsdenia carnosa Lace
- Marsdenia carrii P.I.Forst.
- Marsdenia carterae W.D.Stevens & Juárez-Jaimes
- Marsdenia castillonii Lillo ex T.Mey.
- Marsdenia cavaleriei (H.Lév.) Hand.-Mazz. ex Woodson
- Marsdenia celebica (Miq.) Boerl.
- Marsdenia colombiana Morillo
- Marsdenia condensiflora S.F.Blake
- Marsdenia connivens P.I.Forst.
- Marsdenia cordifolia Choux
- Marsdenia coronata Benth.
- Marsdenia coulteri Hemsl.
- Marsdenia crassipes Hemsl.
- Marsdenia cremea P.I.Forst.
- Marsdenia crinita Oliv.
- Marsdenia crocea (Zipp. ex Span.) Hook.f. ex Boerl.
- Marsdenia cryptostemma Choux
- Marsdenia cuixmalensis Juárez-Jaimes & L.O.Alvarado
- Marsdenia cundurango Rchb.f.
- Marsdenia cyanescens Costantin
- Marsdenia cymulosa Benth.
- Marsdenia cynanchoides Schltr.
- Marsdenia destituta P.I.Forst.
- Marsdenia dictyophylla Urb.
- Marsdenia dischidioides P.I.Forst.
- Marsdenia divisicola P.I.Forst.
- Marsdenia dognyensis Guillaumin
- Marsdenia dressleri Spellman
- Marsdenia dussii Schltr.
- Marsdenia ecuadorensis Morillo & Spellman
- Marsdenia edulis S.Watson
- Marsdenia egregia P.I.Forst.
- Marsdenia ekmanii Alain
- Marsdenia elephantina Schltr.
- Marsdenia elliptica Decne.
- Marsdenia engleriana W.Rothe
- Marsdenia epedunculata Rodda
- Marsdenia eriocarpa Hook.f.
- Marsdenia eriocaulis Kerr
- Marsdenia exellii C.Norman
- Marsdenia faulknerae (Bullock) Omlor
- Marsdenia ferreyrae Morillo
- Marsdenia flavescens A.Cunn. ex Hook.
- Marsdenia flavida P.I.Forst.
- Marsdenia formosana Masam.
- Marsdenia fraseri Benth.
- Marsdenia fruticosa (Donn.Sm.) W.D.Stevens
- Marsdenia fulva Schltr.
- Marsdenia gallardoae Lozada-Pérez
- Marsdenia gazensis S.Moore
- Marsdenia gilgiana W.Rothe
- Marsdenia gillespieae Morillo
- Marsdenia glabra Costantin
- Marsdenia glabrata Schltr.
- Marsdenia glandulifera C.T.White
- Marsdenia globosa P.I.Forst.
- Marsdenia glomerata Tsiang
- Marsdenia gonoloboides Schltr.
- Marsdenia goromotoorum Gâteblé, Fleurot, Meve & Liede
- Marsdenia grandis P.I.Forst.
- Marsdenia graniticola P.I.Forst.
- Marsdenia griffithii Hook.f.
- Marsdenia gualanensis Donn.Sm.
- Marsdenia guanchezii Morillo
- Marsdenia guaranitica Malme
- Marsdenia guillauminiana (P.T.Li) Meve, Gâteblé & Liede
- Marsdenia gymnemoides W.Rothe
- Marsdenia gymnemopsis Omlor
- Marsdenia hainanensis Tsiang
- Marsdenia haitiensis Urb.
- Marsdenia hamata P.I.Forst.
- Marsdenia hamiltonii Wight
- Marsdenia harmandiella Omlor
- Marsdenia hassleriana Malme
- Marsdenia hemiptera Rchb.f.
- Marsdenia hiriartiana Juárez-Jaimes & W.D.Stevens
- Marsdenia incisa P.T.Li & Y.H.Li
- Marsdenia iriomotensis Masam.
- Marsdenia jenkinsii Hook.f.
- Marsdenia jensenii P.I.Forst.
- Marsdenia kaalaensis Meve, Gâteblé & Liede
- Marsdenia kaniensis Schltr.
- Marsdenia kebarensis P.I.Forst.
- Marsdenia kempteriana Schltr.
- Marsdenia klossii S.Moore
- Marsdenia koi Tsiang
- Marsdenia koniamboensis Guillaumin
- Marsdenia kuniensis Meve, Gâteblé & Liede
- Marsdenia lachnostoma Benth.
- Marsdenia lacicola P.I.Forst.
- Marsdenia lanata (Paul G.Wilson) W.D.Stevens
- Marsdenia latifolia (Benth.) K.Schum.
- Marsdenia laurifolia (Decne.) Kloppenb.
- Marsdenia leiocarpa King & Prain
- Marsdenia liisae J.B.Williams
- Marsdenia lloydii P.I.Forst.
- Marsdenia longiloba Benth.
- Marsdenia longipedicellata P.I.Forst.
- Marsdenia longipes W.T.Wang
- Marsdenia lorea S.Moore
- Marsdenia lucida Edgew. ex Madden
- Marsdenia ludani Juárez-Jaimes & Saynes
- Marsdenia lyonsioides Schltr.
- Marsdenia macfadyenii Rendle
- Marsdenia mackeeorum Meve, Gâteblé & Liede
- Marsdenia macrantha (Klotzsch) Schltr.
- Marsdenia macroglossa Schltr.
- Marsdenia magallanesiana Juárez-Jaimes
- Marsdenia magniflora P.T.Li
- Marsdenia mahaweeensis Kloppenb.
- Marsdenia mayana Lundell
- Marsdenia mayottae W.D.Stevens, Labat & F.Barthelat
- Marsdenia medogensis P.T.Li
- Marsdenia mexicana Decne.
- Marsdenia microcarpa Juárez-Jaimes & Lozada-Pérez
- Marsdenia microlepis Benth.
- Marsdenia millariae P.I.Forst.
- Marsdenia minima (P.I.Forst.) Schneidt, Liede & Meve
- Marsdenia mira P.I.Forst.
- Marsdenia mollis Schltr.
- Marsdenia naiguatensis Morillo
- Marsdenia neocaledonica Meve, Gâteblé & Liede
- Marsdenia neomicrostoma Meve, Gâteblé & Liede
- Marsdenia neriifolia (Decne.) Woodson
- Marsdenia nicaraguensis W.D.Stevens
- Marsdenia nicoyana Pittier
- Marsdenia nigriflora Guillaumin
- Marsdenia nitida (Poir.) Decne.
- Marsdenia nubicola Alain
- Marsdenia oaxacana Morillo
- Marsdenia oblanceolata (Turrill) Omlor
- Marsdenia obscura (Bullock) Omlor
- Marsdenia oculata Schltr.
- Marsdenia officinalis Y.Tsiang & P.T.Li
- Marsdenia olgamarthae W.D.Stevens
- Marsdenia oligantha K.Schum. ex Pilg.
- Marsdenia oreophila W.W.Sm.
- Marsdenia oubatchensis Schltr.
- Marsdenia ovata E.Fourn.
- Marsdenia paludicola P.I.Forst.
- Marsdenia panamensis Spellman
- Marsdenia papillosa P.I.Forst.
- Marsdenia papuana Schltr.
- Marsdenia paraguaiensis Morillo
- Marsdenia parva P.I.Forst.
- Marsdenia parvifolia Brandegee
- Marsdenia paulforsteri Meve, Gâteblé & Liede
- Marsdenia peraffinis S.F.Blake
- Marsdenia pergulariiformis Schltr.
- Marsdenia philippinensis Schltr.
- Marsdenia pierrei Costantin
- Marsdenia poioensis P.I.Forst.
- Marsdenia popoluca Juárez-Jaimes & A.Campos
- Marsdenia praestans Schltr.
- Marsdenia primulina P.I.Forst.
- Marsdenia pringlei S.Watson
- Marsdenia propinqua Hemsl.
- Marsdenia pseudoedulis Woodson
- Marsdenia pseudotinctoria Tsiang
- Marsdenia pulchella Hand.-Mazz.
- Marsdenia pumila P.I.Forst.
- Marsdenia purpurella Fernando & Rodda
- Marsdenia purpusiana W.D.Stevens
- Marsdenia quadrata P.I.Forst.
- Marsdenia quadrialata Choux
- Marsdenia rara P.I.Forst.
- Marsdenia raziana Yogan. & Subr.
- Marsdenia robinsonii J.R.Johnst.
- Marsdenia robusta Balf.f.
- Marsdenia rostrata R.Br.
- Marsdenia rotata Schltr.
- Marsdenia rotheana Woodson
- Marsdenia roylei Wight
- Marsdenia rubicunda (K.Schum.) N.E.Br.
- Marsdenia rzedowskiana Juárez-Jaimes & W.D.Stevens
- Marsdenia sarcodantha Schltr.
- Marsdenia schimperi Decne.
- Marsdenia schlechteriana W.Rothe
- Marsdenia schneideri Tsiang
- Marsdenia scortechinii King & Gamble
- Marsdenia secamonoides (Schltr.) Omlor
- Marsdenia sinensis Hemsl.
- Marsdenia smithii Morillo
- Marsdenia spathulata P.I.Forst.
- Marsdenia speciosa Baill.
- Marsdenia spiralis W.Rothe
- Marsdenia squamulosa Omlor
- Marsdenia stelostigma K.Schum.
- Marsdenia stenantha Hand.-Mazz.
- Marsdenia stenocentra Bakh.f.
- Marsdenia stephanotidifolia Woodson
- Marsdenia stevensiana Juárez-Jaimes
- Marsdenia steyermarkii Woodson
- Marsdenia straminea P.I.Forst.
- Marsdenia suaveolens R.Br.
- Marsdenia subglobosa P.I.Forst.
- Marsdenia suffruticosa Alain
- Marsdenia sultanis Schltr.
- Marsdenia taylorii Schltr. & Rendle
- Marsdenia tenacissima (Roxb.) Moon
- Marsdenia tenii M.G.Gilbert & P.T.Li
- Marsdenia teysmannii (Hassk.) Boerl.
- Marsdenia thailandica Rodda
- Marsdenia tholiformis Juárez-Jaimes & L.O.Alvarado
- Marsdenia thyrsiflora Hook.f.
- Marsdenia tinctoria R.Br.
- Marsdenia tirunelvelica A.N.Henry & Subr.
- Marsdenia tolimensis Morillo
- Marsdenia tomentosa C.Morren & Decne.
- Marsdenia tonkinensis Costantin
- Marsdenia torsiva P.I.Forst.
- Marsdenia tressensiae S.A.Cáceres & Morillo
- Marsdenia trilobata P.I.Forst.
- Marsdenia trivirgulata Bartlett
- Marsdenia troyana Urb.
- Marsdenia truncata Jum. & H.Perrier
- Marsdenia tubularis L.O.Williams
- Marsdenia tubulosa F.Muell.
- Marsdenia tumida P.I.Forst.
- Marsdenia tylophoroides Schltr.
- Marsdenia undulata (Jacq.) Dugand
- Marsdenia variabilis P.I.Forst.
- Marsdenia variifolia Guillaumin
- Marsdenia velutina R.Br.
- Marsdenia venusta P.I.Forst.
- Marsdenia veronicae W.D.Stevens
- Marsdenia verrucosa Decne.
- Marsdenia viridiflora R.Br.
- Marsdenia vohiborensis Choux
- Marsdenia volcanica P.I.Forst.
- Marsdenia warburgii Schltr.
- Marsdenia wariana Schltr.
- Marsdenia weberbaueri Schltr. & W.Rothe
- Marsdenia weberlingiana Liede
- Marsdenia woodburyana Acev.-Rodr.
- Marsdenia xerohylica Dugand
- Marsdenia yarlungzangboensis C.Liu, J.D.Ya & Y.H.Tan
- Marsdenia yuei M.G.Gilbert & P.T.Li
- Marsdenia yunnanensis (H.Lév.) Woodson
- Marsdenia zimapanica Hemsl.